# Кінний спорт на літніх Олімпійських іграх 1932
Змагання з кінного спорту на літніх Олімпійських іграх 1932 в Лос-Анджелесі тривали з 10 до 14 серпня в Заміськоку клубі Рів'єра, у Весчестері, а також на Олімпійському стадіоні. В програмі було три види кінного спорту: виїздка, триборство і конкур. Кожен з них поділявся на індивідуальні та командні змагання, тобто загалом розігрувалося 6 комплектів нагород. Однак через нестачу учасників у командному конкурі медалі не вручали.

## Медальний залік
| Дисципліни               | Золото                                                                                                  | Срібло                                                                                                   | Бронза                                                                             |
| ------------------------ | --- | --- | ---------------------------------------------------------------------------------- |
| Індивідуальна виїздка    | Ксав'є Лесаж і Taine (FRA)                                                                              | Шарль Маріон і Linon (FRA)                                                                               | Гайрем Таттл і Olympic (USA)                                                       |
| Командна виїздка         | Франція (FRA) Ксав'є Лесаж і Taine Шарль Маріон і Linon Андре Жуссом і Sorelta                          | Швеція (SWE) Бертіль Сандстрем і Kreta Томас Бюстрем і Gulliver Ґустав Адольф Больстенстерн мол. і Ingo  | США (USA) Гайрем Таттл і Olympic Айзек Кіттс і American Lady Елвін Мур і Water Pat |
| Індивідуальне триборство | Шарль Паю де Мортанж і Ferdinand (NED)                                                                  | Ерл Фостер Томсон і Jenny Camp (USA)                                                                     | Кларенс фон Росен мол. і Sunnyside Maid (SWE)                                      |
| Командне триборство      | США (USA) Ерл Фостер Томсон і Jenny Camp Гаррі Чамберлін і Pleasant Smiles Едвін Арґо і Honolulu Tomboy | Нідерланди (NED) Шарль Паю де Мортанж і Marcroix Карел Схуммелкетел і Duiveltje Арнаут ван Леннеп і Henk | Тільки дві країни завершили дистанцію трьома учасниками                            |
| Індивідуальний конкур    | Такеїчі Ніші і Uranus (JPN)                                                                             | Гаррі Чамберлін і Show Girl (USA)                                                                        | Кларенс фон Росен мол. і Empire (SWE)                                              |
| Командний конкур         | Жодна країна не завершила дистанцію трьома учасниками                                                   | Жодна країна не завершила дистанцію трьома учасниками                                                    | Жодна країна не завершила дистанцію трьома учасниками                              |

## Країни-учасниці
Змагався 31 вершник з 6-ти країн:
- Франція (3)
- Японія (5)
- Мексика (6)
- Нідерланди (3)
- Швеція (6)
- США (8)

## Таблиця медалей
| Місце               | Країна              | Золото | Срібло | Бронза | Загалом |
| ------------------- | ------------------- | ------ | ------ | ------ | ------- |
| 1                   | Франція (FRA)       | 2      | 1      | 0      | 3       |
| 2                   | США (USA)           | 1      | 2      | 2      | 5       |
| 3                   | Нідерланди (NED)    | 1      | 1      | 0      | 2       |
| 4                   | Японія (JPN)        | 1      | 0      | 0      | 1       |
| 5                   | Швеція (SWE)        | 0      | 1      | 2      | 3       |
| Загалом (5 збірних) | Загалом (5 збірних) | 5      | 5      | 4      | 14      |